# Jerol Forbes
Jerol Forbes (22 dicembre 1984) è un ex calciatore trinidadiano, di ruolo attaccante.